# III Mostra de Cinema Llatinoamericà de Lleida
La III Mostra de Cinema Llatinoamericà de Lleida va tenir lloc a Lleida entre el 17 i el 25 de gener de 1997. Fou organitzada novament pel Centre Llatinoamericà de Lleida amb el suport del Patronat de Turisme de la Paeria de Lleida i la col·laboració de la Fundació "la Caixa", la Universitat de Lleida, l'Instituto de Cooperación Iberoamericana, el Ministeri d'Assumptes Socials d'Espanya i la Casa de América.

## Desenvolupament
El nombre de pel·lícules exhibides va augmentar fins a 46, de les que 19 competien per la selecció oficial, i es van fer dues retrospectives, una dedicada al director cubà Tomás Gutiérrez Alea (7 pel·lícules) i l’altra al cineasta mexicà Emilio Fernández (5 pel·lícules), un cicle sobre Gabriel García Márquez i el cinema (12 pel·lícules) i un cicle de cinema d’animació (3 pel·lícules). Com a atractiu es va estrenar Eva Perón de Juan Carlos Desanzo, alternativa argentina a Evita i fou nomenat president d'honor del festival Federico Luppi. Les projeccions es van fer a l'auditori del CaixaForum Lleida. L'entrada valia 400 pessetes. Per primer cop en aquest certamen es va establir el Premi del Públic, que fou atorgat a Caballos salvajes de Marcelo Piñeyro.
Hi van assistir els cineastes Gabriel Retes, Lourdes Elizarrarás, Evangelina Sosa, Rigoberto López, Mirtha Ibarra, Juan Padrón i Eduardo Mignogna.

## Pel·lícules exhibides

### Secció oficial
- Al corazón de Mario Sabato
- El anzuelo d'Ernesto Rimoch
- Bienvenido-Welcome de Gabriel Retes
- El bulto de Gabriel Retes
- Caballos salvajes de Marcelo Piñeyro
- Cabeza de Vaca de Nicolás Echevarría
- Despabílate amor d'Eliseo Subiela
- Entre Marx y una mujer desnuda de Camilo Luzuriaga
- Eva Perón de Juan Carlos Desanzo
- Ilona llega con la lluvia de Sergio Cabrera
- Madagascar de Fernando Pérez Valdés
- Quiéreme y verás de Daniel Díaz Torres
- La mujer del puerto d'Arturo Ripstein
- Profundo carmesí d'Arturo Ripstein
- Sin remitente de Carlos Carrera
- Sol de otoño d'Eduardo Mignogna
- Tieta do Agreste de Carlos Diegues
- Mi último hombre de Tatiana Gaviola
- Yo soy, del son a la salsa de Rigoberto López

### Homenatge a Gutiérrez Alea
- Historias de la revolución (1960)
- Muerte de un burócrata (1966)
- Memorias del subdesarrollo (1968)
- La última cena (1976)
- Hasta cierto punto (1983)
- Cartas del parque (1988)
- Guantanamera (1995)

### Homenatge a Emilio Fernández
- Flor silvestre (1943)
- María Candelaria (1944)
- Las abandonadas (1944)
- Pueblerina (1948)
- Salón México (1948)

### García Márquez i el cinema
- Presagio (1975) de Luis Alcoriza
- El año de la peste (1978) de Felipe Cazals
- La viuda de Montiel (1979) de Miguel Littín
- Erendira (1983) de Ruy Guerra
- My Macondo (1990) de Dan Weldon
- Fábula de la bella Palomera (1988) de Ruy Guerra
- Milagro en Roma (1988) de Lisandro Duque Naranjo
- Un domingo feliz (1988) d'Olegario Barrera Monteverde
- El verano de la señora Forbes (1988) de Jaime Humberto Hermosillo
- Yo soy el que tú buscas (1989) de Jaime Chávarri
- Un señor muy viejo con unas alas enormes (1988) de Fernando Birri

### Cinema d'animació
- ¡Vampiros en La Habana! (1985) de Juan Padrón
- Quinoscopios (1986) de Quino i Juan Padrón
- S.O.S. Gulubú de Susana Tozzi